# Ordinacions del Collegi ò Seminari Episcopal de Nostra Senyora de Montalegre de la ciutat de Barcelona
El manuscrit Ordinacions del Collegi ò Seminari Episcopal de Nostra Senyora de Montalegre de la ciutat de Barcelona és un document redactat a la ciutat de Barcelona pel llavors bisbe de la ciutat Lluís de Sanç i Manegat el mes de gener de l'any 1614. Es tracta del primer reglament del Seminari Conciliar de Barcelona, i que tancava el cercle (primer el 1593 amb la creació del propi Seminari), donant així compliment al cànon XVIII de la sessió XXIII del Concili de Trento del 15 de juliol de 1563. Es tracta del primer reglament aprovat per a un Seminari Conciliar a Catalunya.
El manuscrit té 90 fulls i mesura 23 cm i en la pàgina del títol n'indica la data de creació: «en lo mes de janer del any MDCXIIII 1614». Els fulls 2, 4 i l'últim són en blanc. Al full 1 hi ha el dibuix d'un marc d'escut ornat en tinta vermella. Els fulls 6 i 7 són un pròleg i del 7 al 10, una taula. Del full 10 al 69, «Capítol de les Ordinacions del present Seminari» i del 69 al 87, «Capitols dels officis y carrechs dels que tenen de regir y administrar en lo present Seminari». Els últims fulls del manuscrit contenen llicències i patents (fulls 87-89) i la validació notarial (fulls 89-90).
El text és en català, llevat de l'apartat de les llicències i de la validació notarial, que estan escrits en llatí. Subirà i Blasi el va transcriure i el va afegir al corpus documental de la seva obra El Seminari de Barcelona (1593-1917), i considera aquestes constitucions «van quedar sòlidament estructurades les línies bàsiques per al futur d'aquesta institució».

## Exemplars
Aquest manuscrit es conserva, fora de prèstec, a la Biblioteca Pública Episcopal de Barcelona, amb la signatura Ms. 300.